# Contea di Zavala
La contea di Zavala in inglese Zavala County è una contea dello Stato del Texas, negli Stati Uniti d'America. La popolazione al censimento del 2010 era di 11 677 abitanti. Il capoluogo di contea è Crystal City. La contea è stata creata nel 1858 ed organizzata successivamente nel 1884. Il suo nome deriva da Lorenzo de Zavala, politico messicano, che ricoprì la carica di Vicepresidente della Repubblica del Texas dal 16 marzo 1836 al 22 ottobre 1836.

## Geografia fisica
La contea si trova nella parte sud-occidentale del Texas. L'U.S. Census Bureau certifica che l'estensione della contea è di 3371 km², di cui 3363 km² composti da terra e i rimanenti 8 km² composti di acqua.

### Contee confinanti
- Contea di Uvalde - nord
- Contea di Frio - est
- Contea di Dimmit - sud
- Contea di Maverick - ovest

### Strade principali
- U.S. Highway 57
- U.S. Highway 83

## Città e paesi
- Batesville
- Cometa
- Chula Vista-River Spur
- Crystal City
- La Pryor
- Las Colonias
- Loma Vista